# Alba Juncosa i Ciurana
Alba Juncosa Ciurana (Tarragona, Tarragonès, 4 de juliol de 1983) és una jugadora de corfbol catalana.
Formada al Club Korfbal Les Roquetes, va debutar a la Lliga catalana la temporada 2004-05, Dos anys més tard, va jugar al Club Esportiu Vilanova i la Geltrú, amb el qual va aconseguir una Copa Catalunya.També va participar en diverses edicions de l'Europa Shield. Internacional amb la selecció catalana de corfbol en setze ocasions entre 2005 i 2007, va proclamar-se campiona de l'European Bowl 2005 i va participar en el Campionat d'Europa de 2006 i del Món de 2007.

## Palmarès
Clubs
- 1 Copa Catalunya de corfbol: 2009-10

Selecció catalana
- 1 European Bowl de corfbol: 2005